# حفیظ‌الله امین
حفیظ الله امین (زادهٔ: ۱۰ اسد/مُرداد ۱۳۰۸ – درگذشتهٔ: ۶ جدی/دِی ۱۳۵۸) سیاستمدار اهل افغانستان بود، وی ریاست شورای وزیران را بر عهده داشت و در سال ۱۹۷۹ رئیس‌جمهور افغانستان بود.

## زندگی‌نامه
حفیظ‌الله امین در سال ۱۰ اسد (مرداد) ۱۳۰۸ در ولسوالی/شهرستان پغمان ولایت/اُستان کابل متولد گردید. پس از فراغت از مکتب لیلیهٔ ابن سینا و دارالمعلمین، وارد دانشکده علوم شد. سپس بعنوان معلم در مکتب ابن سینا، و مدیر مکتب ابن سینا و دارالمعلمین کار کرد.
او کارشناسی‌ارشد خود را در رشتهٔ تعلیم و تربیت گرفت. هنگام تحصیل در آمریکا، در سال ۱۹۶۳ به عنوان رئیس اتحادیه دانشجویان در دانشگاه کلمبیا تعیین گردید. امین پیش از آنکه دکترای خود را به اتمام برساند، در سال ۱۹۶۵ به افغانستان بازگشت.
پس از دوپارچه شدن حزب دموکراتیک خلق به دو بخش خلق و پرچم، او در میان اعضای رهبری حزب در بخش خلق قرار گرفت. او مسئولیت کمیتهٔ نظامی بخش خلق را برای جلب و جذب نظامیان بعهده گرفت و سرانجام فرمان کودتای ثور را در آوریل ۱۹۷۸ داد. پس از کودتای ثور حفیظ‌الله امین به مقام معاون/دستیار نخست‌وزیر و وزیر امور خارجه تعیین گردید. در ماه آوریل ۱۹۷۹ درست یکسال پس از کودتای ثور به سمت نخست‌وزیر و وزیر امور خارجه تعیین گردید.

## ریاست‌جمهوری
حفیظ الله امین در ۲۵ سنبله/شهریور ۱۳۵۸ پس از کشته‌شدن نور محمد تره‌کی، دبیرکلی حزب دموکراتیک خلق افغانستان و ریاست شورای انقلابی، مقام نخست‌وزیری را در اختیار گرفت و به مدت ۱۰۰ روز بر مسند قدرت تکیه زد. او در این دوره تمامی سرکوب‌ها و ستم‌های گذشته را بر دوش تره‌کی انداخت و فهرست ۱۲ هزار نفری از نیست‌شدگان را منتشر کرد و ادعا کرد که همه آنها توسط تره‌کی کشته شده‌اند. امین برای بدست‌آوردن اعتماد مردم شعار قانونیت، مصئونیت و عدالت سر می‌داد. پس از کشته‌شدن تره‌کی حکومت امین در سراشیبی و افتادن قرار داشت و هر روز بر مقاومت و استحکام مردمی افزوده می‌شد. برخی منابع ادعا دارند که امین تلاش داشت تا ارتباط خود را با آمریکا و پاکستان باز کند.

## مرگ
رهبران شوروی در روزهای آخر حکومت امین به این نتیجه رسیده بودند که با نگه داشتن امین در قدرت، خیزش مردم و ایستادگی‌ها را نمی‌توانند مهار کنند و از طرفی ترس از نزدیکی امین با آمریکا و پاکستان را نیز داشتند. بر همین اساس، حکومت شوروی تصمیم گرفت نیروی جنگی به افغانستان فرستاده و ببرک کارمل را جایگزین حفیظ‌ الله امین نماید. در ۶ جدی/دِی ۱۳۵۸ هواپیماهای شوروی یکی پس از دیگری در فرودگاه‌های نظامی افغانستان به زمین نشستند. چنانچه حفیظ‌ الله امین در اواخر عمر خود به همراه اطرافیان و محافظین خود به قصر تاج بیگ در دارالامانِ کابل کوچ کرده بود، در همان روز توسط مأمور ک‌گ‌ب که به عنوان آشپز استخدام شده بود، مسموم شد. براساس نقشۀ ک‌گ‌ب، پس از مسموم شدن امین باید ساعت ۱۰ شب عملیات تصرف کاخ تاج بیک آغاز می‌شد. آن‌ها باور داشتند که امین و مأمورانش پس از ۳ یا ۴ ساعت مسموم می‌شوند، اما به صورت پیش‌بینی نشده‌ای همه کسانی که در قصر تاج بیک نان خورده بودند، به زودی بی‌هوش شدند. سرگرد جانداد، فرماندۀ محافظین ریاست جمهوری دستور آوردن پزشکان شوروی از شفاخانۀ نظامی چهارصد بستر کابل را می‌دهد. دو پزشک شوروی موفق می‌شوند که پس از چند ساعت امین را به هوش بیاورند. به همین منظور حمله به کاخ تاج بیک چند ساعت پیش از ساعت برنامه‌ریزی شده در بین ساعت ۱۸ و ۱۹:۳۰ آغاز می‌شود. نیروهای آلفا و گروم توانستند که نیروهای محافظ کاخ را از سد راه خود برداشته و وارد کاخ شوند. این نیروها هر جنبنده‌ای را که می‌دیدند را می‌کشتند. نیروهای ک‌گ‌ب وارد اتاقی می‌شوند که امین و خانواده او حضور داشتند و بمب دستی/نارنجک می‌اندازند. نیروهای ک‌گ‌ب مدعی شده بود که امین و فرزند خردسالش توسط نارنجک پرتاب شده، کشته شده‌اند. اما پزشکی که جسد امین را پس از این حمله دیده بود، مدعی شد که بر سر امین ۳ گلوله شلیک شده بود. شب هنگام جسد امین را در قالی/قالین پیچانده و در گورستان نزدیک کاخ بدون هیچ نشانی‌ای در خاک گور می‌کنند. دیگر اعضای خانوادۀ امین که زنده مانده بودند به زندان پلچرخی انتقال داده می‌شوند. در همان شب صدای ببرک کارمل از رادیو کابل پخش شد که اعلامیۀ سرنگونی دولت امین را می‌داد.